# 中国电影节
第一届中国电影节，1989年9月21日至27日在北京举行，由中华人民共和国广播电影电视部主办，活动为期七天，对40部影片进行展映。原计划1991年举办第二届中国电影节，但实际上仅举办过第一届。

## 历史
1989年9月21日，首届中国电影节在北京开幕。广播电影电视部成立有中国电影节组委会和办公室，副部长陈昊苏兼任电影节组委会主任，有中国内地各地和港澳电影界的代表500余人参与。电影节组委会主任陈昊苏在开幕式致辞，历史电影《开国大典》和纪录片《四十年前的这一天》作为电影节的领衔作品在开幕式上放映。《开国大典》导演李前宽、肖桂云率剧组主要演员登台时收到了会场的热烈欢迎。中共中央政治局常委李瑞环接见了《开国大典》的主创人员，并对其作品表示肯定。李铁映、李锡铭、胡乔木以及王忍之、艾知生、朱训等也出席了开幕式。
中国电影节历时七天，主要活动为40部为庆祝中华人民共和国建立40周年拍摄的影片的展映，此外举办有学术研讨和群众性活动。电影节还曾进行“建国四十年十大电影明星”评选。
1989年9月27日，第一届中国电影节闭幕，闭幕式在北京举办。中共中央总书记江泽民、中央政治局常委李瑞环等在电影节闭幕前的9月26日接见出席电影节的全体代表。闭幕式上放映了中央新闻纪录电影制片厂根据历史资料编辑而成的纪录片《难忘的日子》。
原计划1991年举行第二届中国电影节，并同时开办国际性电影交易市场。

## 汇映展
电影节举办的文化活动中包括优秀中国影片汇映展，参展作品为1988年、1989年两年间为庆祝中华人民共和国建立40周年所摄制的40部影片，其中故事片20部，美术片、科教片、纪录片20部。

## 荣誉
该届电影节中，赵丹、崔嵬、白杨、孙道临、于蓝、王心刚、谢芳、刘晓庆、潘虹、姜文被评选为“建国四十年十大电影明星”。谢晋、谢铁骊、凌子风、特伟和影片《开国大典》、《巍巍昆仑》、《百色起义》获得“中国电影节荣誉奖”。

## 备注
1. ↑  根据《电影》杂志1989年第5期，原本曾计划在广东深圳举办闭幕式[2]